# SMS Moltke (1877)
Pour les autres navires du même nom, voir SMS Moltke.
Le SMS Moltke est une frégate à trois-mâts ou croiseur-frégate (en allemand Kreuzefregatte) qui a servi dans la marine impériale allemande  de 1878 à 1920.
Il porte le nom de Helmuth Karl Bernhard von Moltke, Generalfeldmarschall prussien (1800-1891).
Il fait partie de la classe Bismarck, seule classe de croiseur frégate comportant 6 unités, dont les SMS Gneisenau et  SMS Bismarck, et les SMS Blücher, SMS Stein et SMS Stosch.

## Conception
C'est un trois-mâts carré avec une coque en fer, mais sans blindage particulier, utilisant aussi une propulsion à vapeur sur une seule hélice.

## Histoire
Il sert essentiellement de navire-école aux cadets et aspirants et fait de nombreux voyages à l'étranger.

Le 28 octobre 1911, il devient le SMS Achelon et il est reconverti en ponton pour les équipages de sous-marins du port de Kiel. À partir de 1918, il sert de cible aux sous-mariniers et en 1920, il est démantelé.

## Source
- (en) Cet article est partiellement ou en totalité issu de l’article de Wikipédia en anglais intitulé « SMS Moltke (1877) » (voir la liste des auteurs).